# V Concurs de castells Vila de Torredembarra
El V Concurs de castells Vila de Torredembarra, conegut també com a Concurs-7 2005, és un concurs de castells que se celebrà l'any 2005 a la plaça del Castell de Torredembarra, reunint nou de les colles que pels criteris de selecció del concurs de castells de Tarragona no podien participar en aquest darrer esdeveniment.
Els vencedors d'aquesta edició van ser el Minyons de l'Arboç, gràcies al 4 de 7 amb l'agulla descarregat i un 5 de 7 carregat. El podi el completaren els Vailets de Ripollet i els Castellers de Badalona.

## Colles participants
- Nois de la Torre
- Torraires de Montblanc
- Vailets de Ripollet
- Castellers d'Altafulla
- Castellers de Sant Andreu de la Barca
- Castellers de Badalona
- Castellers de Cerdanyola
- Colla Jove de l'Hospitalet
- Minyons de l'Arboç